# Gianna Hablützel-Bürki
Pour les articles homonymes, voir Hablützel et Burki.
Gianna Hablützel-Bürki, née le 22 décembre 1969 à Bâle (originaire du même lieu), est une escrimeuse suisse dont la spécialité est l'épée et une personnalité politique, membre de l'UDC.

## Biographie
Gianna Hablützel-Bürki naît le 22 décembre 1969. Elle est originaire de Bâle.
Elle est divorcée et mère d'un enfant.

## Carrière sportive
Elle est l'escrimeuse la plus titrée de l'histoire suisse.
Elle participe à deux éditions des Jeux olympiques d'été, en 1996 puis en 2000 où elle obtient deux médailles d'argent, une individuelle et une par équipe. Elle prend sa retraite sportive en février 2012 après 27 ans de carrière.
Elle est présidente pendant huit ans de la commission des athlètes au Comité olympique suisse.

## Parcours politique
Au terme de sa carrière sportive, elle s'engage en politique, au sein de l'UDC. Son père était membre du Parti socialiste.
Elle est élue en 2016 au Grand Conseil du canton de Bâle-Ville, où elle siège à partir du 8 février suivant. Elle fait partie des députés situés les plus à droite de l'hémicycle.
Elle est candidate en octobre 2019 au Conseil national et au Conseil des États, mais n'est pas élue.

## Palmarès

### Jeux olympiques
- Médaille d'argent à l'épée individuelle aux Jeux olympiques d'été de 2000 à Sydney
- Médaille d'argent de l'épée par équipes aux Jeux olympiques d'été de 2000 à Sydney

### Championnats du monde
- Médaille d'argent à l'épée individuelle aux Championnats du monde 2001
- Médaille d'argent de l'épée par équipes aux Championnats du monde 2001
- Médaille de bronze de l'épée par équipes aux Championnats du monde 1989

### Championnats d'Europe
- Championne d'Europe par équipes en 2000
- 2 médailles d'argent en individuel (1993, 1996)
- 2 médailles de bronze en individuel (1994, 1995)